# Grand Prix Holandii 1973

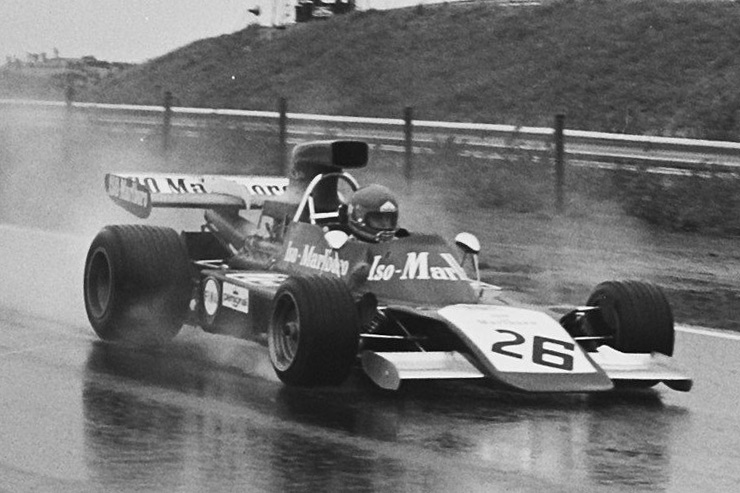
Gijs van Lennep podczas Grand Prix Holandii 1973

Grand Prix Holandii 1973 (oryg. Grote Prijs van Nederland) – 10. runda Mistrzostw Świata Formuły 1 w sezonie 1973, która odbyła się 29 lipca 1973, po raz 18. na torze Zandvoort.
20. Grand Prix Holandii, 18. zaliczane do Mistrzostw Świata Formuły 1.
Zandvoort wrócił do kalendarza Formuły 1 po rocznej nieobecności. Podczas tego wyścigu zginął Roger Williamson, była to pierwsza z dwóch ofiar śmiertelnych w sezonie 1973. François Cevert, który zajął drugie miejsce w tym wyścigu, później zginął w czasie ostatniego wyścigu sezonu Stanów Zjednoczonych. Wyścig wygrał Jackie Stewart.

## Wypadek
Jadący swój drugi wyścig w Formule 1 Brytyjczyk Roger Williamson na 8 okrążeniu, najprawdopodobniej w wyniku pęknięcia opony, uderzył w barierki, po czym bolid wylądował do góry kołami i zaczął płonąć. Jadący za nim David Purley zatrzymał się i pobiegł pomóc koledze, próbując przewrócić bolid na koła. Obsługa toru mu nie pomogła, przyglądając się obojętnie całemu zajściu. Płomienie wkrótce objęły cały bolid i urosły do takich rozmiarów, że szanse uratowania Williamsona były bliskie zeru. Od szczątków pojazdu odciągnął Purleya człowiek z obsługi, który musiał zrobić to siłą. Purley w furii uderzył go i podniósł ręce w akcie rozpaczy. Całą scenę w niedzielne popołudnie oglądały przed telewizorami miliony ludzi. Gdy w końcu przybył wóz strażacki, było już za późno. Williamson zginął na miejscu (niewydolność układu oddechowego). David Purley odznaczony został 11 medalami za heroizm i odwagę, w tym najwyższym cywilnym odznaczeniem Medal Jerzego za próbę ratowania Williamsona.

## Klasyfikacja
| Legenda oznaczeń w tabelach wyników Wyświetl szablon na nowej stronie | Legenda oznaczeń w tabelach wyników Wyświetl szablon na nowej stronie                                                                     |
| Oznaczenie                                                            | Wyjaśnienie |
| --------------------------------------------------------------------- | --- |
| Złoty                                                                 | Zwycięzca lub mistrzostwo |
| Srebrny                                                               | 2. miejsce lub wicemistrzostwo |
| Brązowy                                                               | 3. miejsce lub II wicemistrzostwo |
| Zielony                                                               | Ukończył, punktował (w klasyfikacji generalnej, gdy zdobył co najmniej jeden punkt na przestrzeni sezonu, poza trzema powyższymi opcjami) |
| Niebieski                                                             | Ukończył, nie punktował (w klasyfikacji generalnej, gdy nie zdobył co najmniej jednego punktu na przestrzeni sezonu)                      |
| Czerwony                                                              | Nie zakwalifikował się (NZ) |
| Czerwony                                                              | Nie prekwalifikował się (NPK) |
| Różowy                                                                | Nie ukończył (NU) |
| Różowy                                                                | Niesklasyfikowany (NS) (w klasyfikacji generalnej, gdy nie został sklasyfikowany w żadnym wyścigu sezonu)                                 |
| Czarny                                                                | Zdyskwalifikowany (DK) |
| Czarny                                                                | Wykluczony (WYK/EX) |
| Biały                                                                 | Nie wystartował (NW) |
| Biały                                                                 | Kontuzjowany (K/INJ) |
| Biały                                                                 | Wyścig odwołany (OD/C) |
| Bez koloru                                                            | Został wycofany (WYC/WD) |
| Bez koloru                                                            | Nie przybył (NP/DNA) |
| Bez koloru                                                            | Nie brał udziału w treningach (NT/DNP) |
| Bez koloru                                                            | Nie został zgłoszony (–) |
| Pogrubienie                                                           | Start z pole position |
| Kursywa                                                               | Najszybsze okrążenie wyścigu |
| †                                                                     | Nie ukończył, ale jego rezultat został zaliczony ze względu na przejechanie więcej niż 90% dystansu wyścigu.                              |
| *                                                                     | Sezon w trakcie |
| 1/2/3                                                                 | Punktowana pozycja w sprincie kwalifikacyjnym                                                                                             |
| Lista systemów punktacji Formuły 1                                    | |

### Kwalifikacje
| Poz | Nr | Kierowca             | konstruktor       | Czas    | Strata |
| --- | -- | -------------------- | ----------------- | ------- | ------ |
| 1   | 2  | Ronnie Peterson      | Lotus-Ford        | 1:19.47 | —      |
| 2   | 5  | Jackie Stewart       | Tyrrell-Ford      | 1:19.97 | +0.50  |
| 3   | 6  | François Cevert      | Tyrrell-Ford      | 1:20.12 | +0.65  |
| 4   | 7  | Denny Hulme          | McLaren-Ford      | 1:20.31 | +0.84  |
| 5   | 10 | Carlos Reutemann     | Brabham-Ford      | 1:20.59 | +1.12  |
| 6   | 8  | Peter Revson         | McLaren-Ford      | 1:20.60 | +1.13  |
| 7   | 27 | James Hunt           | March-Ford        | 1:20.70 | +1.23  |
| 8   | 24 | Carlos Pace          | Surtees-Ford      | 1:21.02 | +1.55  |
| 9   | 20 | Jean-Pierre Beltoise | BRM               | 1:21.14 | +1.67  |
| 10  | 17 | Jackie Oliver        | Shadow-Ford       | 1:21.23 | +1.76  |
| 11  | 21 | Niki Lauda           | BRM               | 1:21.43 | +1.96  |
| 12  | 19 | Clay Regazzoni       | BRM               | 1:21.56 | +2.09  |
| 13  | 11 | Wilson Fittipaldi    | Brabham-Ford      | 1:21.82 | +2.35  |
| 14  | 28 | Rikky von Opel       | Ensign-Ford       | 1:22.01 | +2.54  |
| 15  | 25 | Howden Ganley        | Iso Marlboro-Ford | 1:22.10 | +2.63  |
| 16  | 1  | Emerson Fittipaldi   | Lotus-Ford        | 1:22.24 | +2.77  |
| 17  | 12 | Graham Hill          | Shadow-Ford       | 1:22.50 | +3.03  |
| 18  | 14 | Roger Williamson     | March-Ford        | 1:22.72 | +3.25  |
| 19  | 22 | Chris Amon           | Tecno             | 1:22.73 | +3.26  |
| 20  | 26 | Gijs van Lennep      | Iso Marlboro-Ford | 1:22.95 | +3.48  |
| 21  | 18 | David Purley         | March-Ford        | 1:23.09 | +3.62  |
| 22  | 16 | George Follmer       | Shadow-Ford       | 1:24.14 | +3.67  |
| 23  | 15 | Mike Beuttler        | March-Ford        | 1:24.45 | +3.98  |
| 24  | 23 | Mike Hailwood        | Surtees-Ford      | 1:32.33 | +11.86 |

### Wyścig
| Poz | Nr                                                     | Kierowca             | konstruktor       | Okrążenie | Czas/Powód n.u                       | Poz. start. | Punkty |
| --- | ------------------------------------------------------ | -------------------- | ----------------- | --------- | ------------------------------------ | ----------- | ------ |
| 1   | 5                                                      | Jackie Stewart       | Tyrrell-Ford      | 72        | 1:39:12.45                           | 2           | 9      |
| 2   | 6                                                      | François Cevert      | Tyrrell-Ford      | 72        | + 15.83                              | 3           | 6      |
| 3   | 27                                                     | James Hunt           | March-Ford        | 72        | + 1:03.01                            | 7           | 4      |
| 4   | 8                                                      | Peter Revson         | McLaren-Ford      | 72        | + 1:09.13                            | 6           | 3      |
| 5   | 20                                                     | Jean-Pierre Beltoise | BRM               | 72        | + 1:13.37                            | 9           | 2      |
| 6   | 26                                                     | Gijs van Lennep      | Iso Marlboro-Ford | 70        | + 2 okr.                             | 20          | 1      |
| 7   | 24                                                     | Carlos Pace          | Surtees-Ford      | 69        | + 3 okr.                             | 8           |        |
| 8   | 19                                                     | Clay Regazzoni       | BRM               | 68        | + 4 okr.                             | 12          |        |
| 9   | 25                                                     | Howden Ganley        | Iso Marlboro-Ford | 68        | + 4 okr.                             | 15          |        |
| 10  | 16                                                     | George Follmer       | Shadow-Ford       | 67        | + 5 okr.                             | 22          |        |
| 11  | 2                                                      | Ronnie Peterson      | Lotus-Ford        | 66        | skrzynia biegów                      | 1           |        |
|     | Niesklasyfikowani                                      |                      |                   |           |                                      |             |        |
| NS  | 12                                                     | Graham Hill          | Shadow-Ford       | 56        | niesklasyfikowany                    | 17          |        |
| NU  | 21                                                     | Niki Lauda           | BRM               | 52        | pompa paliwowa                       | 11          |        |
| NU  | 23                                                     | Mike Hailwood        | Surtees-Ford      | 52        | elektryka                            | 24          |        |
| NU  | 7                                                      | Denny Hulme          | McLaren-Ford      | 31        | silnik                               | 4           |        |
| NU  | 11                                                     | Wilson Fittipaldi    | Brabham-Ford      | 27        | wypadek                              | 13          |        |
| NU  | 22                                                     | Chris Amon           | Tecno             | 22        | układ paliwowy                       | 19          |        |
| NU  | 10                                                     | Carlos Reutemann     | Brabham-Ford      | 9         | pęknięta opona                       | 5           |        |
| NU  | 18                                                     | David Purley         | March-Ford        | 8         | zatrzymał się by pomóc Williamsonowi | 21          |        |
| NU  | 14                                                     | Roger Williamson     | March-Ford        | 7         | tragiczny wypadek                    | 18          |        |
| NU  | 1                                                      | Emerson Fittipaldi   | Lotus-Ford        | 2         | kondycja fizyczna                    | 16          |        |
| NU  | 15                                                     | Mike Beuttler        | March-Ford        | 2         | elektryka                            | 23          |        |
| NU  | 17                                                     | Jackie Oliver        | Shadow-Ford       | 1         | wypadek                              | 10          |        |
|     | Nie wystartowali / nie dopuszczeni do ponownego startu |                      |                   |           |                                      |             |        |
| DYS | 28                                                     | Rikky von Opel       | Ensign-Ford       | 0         | zawieszenie                          | 14          |        |